# Босилово
Босилово (на македонска литературна норма: Босилово) е село, център на община Босилово на Северна Македония.

## География
Селото е разположено в Струмишкото поле източно от Струмица.

## История
През XIX век селото е със смесено население. В 1842 година е построена църквата „Свети Атанасий“ („Свети Атанас“). В „Етнография на вилаетите Адрианопол, Монастир и Салоника“, издадена в Константинопол в 1878 година и отразяваща статистиката на населението от 1873 година, Бошлово (Bochlovo) е посочено като село със 100 домакинства, като жителите му са 321 българи и 38 мюсюлмани. Според статистиката на Васил Кънчов („Македония. Етнография и статистика“) от 1900 година селото е населявано от 465 жители, от които 430 българи християни и 35 турци.
В учебната 1903 – 1904 година в селото учител е Васил Драгомиров, който пише:
| „ | То [Босилово] броеше около 80 семейства... В селото имаше само един чифлик, откъдето селяните се снабдяваха с обработваема земя и дворове. Селяните се деляха на българи и гъркомани. Черквата „Св. Атанас“ бе затворена от девет години. Гъркоманите знаеха, че ако черквата се отвори, тя ще бъде само българска, защото българите имаха свещеник в селото, а гъркоманите нямаха... Тогава се яви едно трето мнение: черквата да се отвори и да се редуват българи и гъркомани. Тоя ред продължи три месеца, докато гръцкият свещеник отказа да идва в селото и черквата остана на българите. | “ |

Драгомиров успява да примири двете партии и да организира в селото комитет на ВМОРО.
В началото на XX век християнските жители на селото са под върховенството на Българската екзархия. По данни на секретаря на екзархията Димитър Мишев („La Macédoine et sa Population Chrétienne“) през 1905 година в селото има 320 българи екзархисти. Там функционира българско училище.
При избухването на Балканската война в 1912 година един жител на Босилово е доброволец в Македоно-одринското опълчение.
По време на българското управление във Вардарска Македония в годините на Втората световна война, Филип Хр. Христов от струмишкото село Секирник е кмет на Босилово от 15 септември 1941 година до 9 септември 1944 година.
Според преброяването от 2002 година селото има 1698 жители.
| Националност | Всичко |
| македонци    | 1697   |
| албанци      | 0      |
| турци        | 0      |
| роми         | 0      |
| власи        | 0      |
| сърби        | 0      |
| бошняци      | 0      |
| други        | 1      |

## Личности
Родени в Босилово
- Тимо Дедийски (о. 1875 – ?), македоно-одрински опълченец, 2-ра отделна партизанска рота (чета на Христо Чернопеев)[9]